# 功夫小子 (2007年电影)
《功夫小子》，2007年10月21日在中国大陆上映的动作片。

## 剧情
功夫打败了少林寺的三十五个人，闯过三十五关，立志成为武功高手，平口老先生告诉他他最后的对手在日本，平口老先生在他手上戴了个铃铛，铃铛响就说明对方是功夫的比武对手，一掌把他打出到了武士之邦的日本。
黒文部游戏公司研制出一款游戏软件，进入各大中小学校，给日本人民洗脑。
功夫正好掉落在阿泉晨练的位置，阿泉是中华料理店的老板，他有外孙女和二个孙子，功夫也住在他家里，他每天陪伴他们三人去上学，顺便寻找自己的最后的对手。
黒文部游戏公司的人混进了学校，用游戏给孩子们洗脑，而功夫冒充阿泉的孙子去学校，经过一番波折，终于打败黒文部游戏公司的对手，回到少林寺。

## 演员
| 演员       | 角色         | 备注                                       |
| 张壮       | 功夫         | 少林和尚                                   |
| 泉品子     | 阿泉         | 泉奶奶                                     |
| 笹野高史   | 校长         |                                            |
| 佐田真由美 | 黑暗女老师   | 黒文部游戏公司女二把手，被百合子击败并杀死 |
| 西村雅彦   | 黑暗文部大臣 | 黒文部游戏公司老大，被功夫小子击败         |
| 藤本七海   | 玲子         | 泉奶奶外孙女                               |
| 上野树里   | 班主任       |                                            |